# إسعاف يونس (مسلسل)
إسعاف يونس، هو مسلسل كوميدي مصري من إخراج معتز التوني، وبطولة محمد أنور، سارة سلامة، هناء الشوربجي، منة عرفي، وغيرهم.
تم عرض المسلسل يوم 16 ديسمبر 2020 على المنصة الرقمية واتش ات.
اسم الفيلم محاكاة ساخرة لاسم الفنانة إسعاد يونس.

## طاقم التمثيل
- محمد أنور
- سارة سلامة
- محمد علي رزق
- إيمان السيد
- رحاب عرفة
- منة عرفة
- هناء الشوربجي
- أحمد محارب
- أمير كرارة
- أحمد فهمي
- كريم محمود عبد العزيز
- عبير صبري
- مصطفى خاطر
- صلاح عبد الله
- محمود البزاوي
- محسن منصور
- محمد محمود

## قصة
تدور أحداث المسلسل في إطار كوميدي حول طبيب شاب يجسد شخصيته محمد أنور، ويدعي "يونس"، لديه طموحات وأحلام يتمنى تحقيقها، يحاول إثبات نجاحه عن طريق تصميم تطبيق طبي يتيح له الذهاب للمرضى وعلاجهم؛ لكنه مع كل موقف يتعرض لصدمة أو أزمة يحاول الخروج منها بسلاسة، ومع تتابع الأحداث يدخل في قصة حب مع سارة سلامة ، وتشهد كل حلقة ظهور نجم ما كضيف شرف.

## التصوير
تم تصوير أجزاء المسلسل في مناطق متفرقة من مصر